# Tyko Reinikka
Tyko Henrik Reinikka (Oulu, 10 de dezembro de 1887 – Helsinque, 18 de janeiro de 1964) foi um administrador, professor e político finlandês que serviu como ministro do Comércio e Indústria e das Finanças nos governos de Kyösti Kallio.

## Biografia
Tyko Reinikka nasceu em Oulu, capital da Ostrobótnia do Norte, em 10 de dezembro de 1887. Inicialmente, tinha pretensões de se tornar um professor e formou-se educador em 1914. Viveu por uma década na cidade de Vyartsilya, onde lesionou matemática e atuou como gerente da filial da Kansallis-Osake-Pankki (KOP).
Em 1927, Reinikka começou uma carreira no setor bancário como gerente da agência da KOP em Jyväskylä. Mais tarde, em 1932, integrou o conselho da KOP e presidiu o conselho fiscal da Oy Alkoholiliike Ab, cargo pelo qual adquiriu ainda mais influência.
Na política, integrou o Parlamento entre 5 de setembro de 1922 e 20 de outubro de 1930. Em 31 de dezembro de 1925, foi nomeado ministro pela primeira vez durante o segundo governo de Kalli, quando chefiou o Ministério do Comércio e Indústria. Quatro anos depois, no terceiro governo de Kalli, ocupou o cargo de ministro das Finanças. Reinikka, em particular, teve que enfrentar questões salariais de funcionários públicos, mesmo com pouco espaço de manobra política.
Em 5 de março de 1943, assumiu novamente o Ministério das Finanças, desta vez no governo de Edwin Linkomies. À época, o então primeiro-ministro afirmou que Reinikka era membro mais pró-alemão de seu governo, uma avaliação endossada pelo contato que mantinha com a missão alemã por meio do adido do jornal Hans Metzger. Em 1946, foi condenado a prisão por duas acusações de crimes de guerra, que acabaram sendo perdoadas pelo presidente Juho Kusti Paasikivi em outubro de 1947.